# Sierra Leone National Premier League
Sierra Leone National Premier League – najwyższa klasa rozgrywkowa klubów piłki nożnej w Sierra Leone. Rozgrywki ligi toczą się od 1967 roku.

## Drużyny w sezonie 2011/2012
- Area Best Makeni
- Bo Rangers
- Central Parade Freetown
- Diamond Stars F.C.
- East End Lions F.C.
- Freetown City
- Kallon Freetown
- Kamboi Eagles Kanema
- Kissy All Stars Freetown
- Mighty Blackpool Freetown
- Nepean Stars Bo
- Old Edwardians F.C.
- Ports Authority Freetown
- Wusum Stars Makeni

## Zwycięzcy
| - 1968: Mighty Blackpool Freetown - 1969: nie rozgrywano - 1970: nie rozgrywano - 1971: nie rozgrywano - 1972: nie rozgrywano - 1973: Ports Authority Freetown - 1974: Mighty Blackpool Freetown - 1975: nie rozgrywano - 1976: nie rozgrywano - 1977: East End Lions F.C. - 1978: Mighty Blackpool Freetown - 1979: Mighty Blackpool Freetown - 1980: East End Lions F.C. - 1981: Real Republicans Freetown - 1982: Sierra Fisheries Freetown |  | - 1983: Real Republicans Freetown - 1984: Real Republicans Freetown - 1985: East End Lions F.C. - 1986: Sierra Fisheries Freetown - 1987: Sierra Fisheries Freetown - 1988: Mighty Blackpool Freetown - 1989: Freetown United - 1990: Old Edwardians F.C - 1991: Mighty Blackpool Freetown - 1992: East End Lions F.C. - 1993: East End Lions F.C. - 1994: East End Lions F.C. - 1995: Mighty Blackpool Freetown - 1996: Mighty Blackpool Freetown - 1997: East End Lions F.C. |  | - 1998: Mighty Blackpool Freetown - 1999: East End Lions F.C. - 1999/2000: Mighty Blackpool Freetown - 2000/2001: Mighty Blackpool Freetown - 2002: nie rozgrywano - 2003: nie rozgrywano - 2004: nie rozgrywano - 2005: East End Lions F.C. - 2005/2006: Kallon Freetown - 2007/2008: Ports Authority Freetown - 2008/2009: East End Lions F.C. - 2009/2010: East End Lions F.C. - 2010/2011: Ports Authority Freetown - 2011/2012: Diamond Stars F.C. - 2012/2013: Diamond Stars F.C. |

## Podsumowanie
| Klub                      | Liczba tytułów | Ostatni tytuł |
| ------------------------- | -------------- | ------------- |
| Mighty Blackpool Freetown | 11             | 2001          |
| East End Lions F.C.       | 11             | 2010          |
| Kallon Freetown           | 4              | 2006          |
| Real Republicans Freetown | 3              | 1984          |
| Ports Authority Freetown  | 3              | 2011          |
| Diamond Stars F.C.        | 2              | 2013          |
| Freetown City             | 1              | 1989          |
| Old Edwardians F.C.       | 1              | 1990          |